# Amedeo Ravina
Jacopo Amedeo Ravina (Gottasecca, 30 marzo 1788 – Torino, 13 giugno 1857) è stato un poeta, patriota e politico italiano, eroe risorgimentale e deputato al Parlamento Subalpino.

## Biografia
Si laureò in legge a Torino. Fu apprezzato da Vittorio Emanuele I, che lo volle Consigliere di Stato per gli Affari Esteri. Entrato in contatto con Santorre di Santa Rosa e la carboneria, nell'ottobre 1820 compose tre Canti Italici di 519 versi in terzine inneggianti alla costituzione e all'unità d'Italia. Nel marzo 1821 li diffuse manoscritti insieme a Vincenzo Giacosa quando prese parte ai moti rivoluzionari carbonari per l'ottenimento della costituzione guidati da Santorre di Santa Rosa. L'insurrezione fu repressa grazie all'intervento austriaco; Carlo Felice restaurò l'assolutismo e il 28 settembre 1821 condannò a morte 97 persone, tra cui lo stesso Amedeo Ravina. Catturato su una nave spagnola nel porto di Savona, Amedeo Ravina fu però rilasciato grazie all'ambasciatore spagnolo ed espulso dal Regno di Sardegna, sorte simile a quella del conte Palma di Borgofranco, il cui arresto a Monaco fu considerato illegale. Quasi tutti gli altri condannati riuscirono a fuggire direttamente all'estero, cosicché solo due pene capitali furono eseguite davvero, mentre le altre solo "in effigie".
Amedeo Ravina andò in esilio in Spagna finché, nell'ottobre 1823, i francesi terminarono il Triennio Liberale Spagnolo e ristabilirono la monarchia assoluta di Ferdinando VII. Cacciato dalla Spagna, si rifugiò a Londra. Qui conobbe Ugo Foscolo e riprese i contatti con altri patrioti fuggiaschi come Santorre di Santa Rosa, Cesare Balbo, Giovanni Berchet, Giacinto Collegno, Guglielmo Gribaldi Moffa di Lisio, Luigi Ornato, Gabriele Rossetti e Lodovico Sauli d'Igliano. Oltre a lavorare e insegnare lingua e letteratura italiana, assisteva alle sedute della Camera dei Comuni per studiare quel regime costituzionale che voleva introdurre in Italia. Nel 1829 si trasferì a Parigi, dove partecipò alla rivoluzione del luglio 1830. Nel febbraio 1831 si unì a oltre duemila esuli italiani, tra cui Giuseppe Mazzini, pronti a irrompere nella Savoia in due colonne da Lione e Grenoble con il favore delle autorità francesi. Tuttavia questa spedizione fallì prima di cominciare perché l'Austria convinse il re di Francia Luigi Filippo a togliere il suo appoggio ai rivoluzionari e a disperderli.
Rimase a Parigi fino al 1840, quando poté tornare a Gottasecca con un salvacondotto di tre mesi per assistere la madre morente. Scaduto il permesso, si trasferì a Firenze. Un'amnistia concessa da Carlo Alberto nel 1848 gli permise di rientrare definitivamente in Piemonte. Nello stesso anno, con l'emanazione dello Statuto Albertino, fu eletto deputato di Alba al Parlamento Subalpino, carica che detenne per cinque legislature fino alla morte. Fu apprezzato per i suoi interventi brillanti e ricchi di contenuti; si impegnò a favore degli immigrati esuli nel Regno di Sardegna e contro le repressioni di Ferdinando II di Borbone a Napoli. Fu nominato Consigliere di Stato sotto il ministro Vincenzo Gioberti, ma questa nomina gli fu revocata nel 1852 per un violento discorso pronunciato in Parlamento contro un progetto di legge, presentato dal parlamentare Giovanni Filippo Galvagno, che limitava la libertà di stampa sottoponendo i giornali a censura preventiva. Sentendosi diminuire le forze e non potendo più partecipare alle sedute del Parlamento, rassegnò le dimissioni il 4 giugno 1857. L'Assemblea non le accettò e gli accordò invece due mesi di congedo, ma Amedeo Ravina morì a Torino pochi giorni dopo, il 13 giugno.
Una figlia di suo fratello è bisnonna di Beppe Fenoglio.

## Opere
Il manoscritto originale dei Canti Italici è conservato a Gottasecca, una copia del 1821 nell'Archivio di Stato di Torino. I Canti italici furono stampati a Mondovì nel 1848, a Torino nel 1873 e di nuovo a Mondovì nel 1900. Scrisse anche una cantica in onore di Giorno Cannino, cinque satire in terza rima contro la Santa Alleanza, poesie varie e discorsi.

## Onori
- Gli è stata intitolata una via di Torino, tra il Cimitero monumentale, il Parco Colletta e la Dora
- Il 9 luglio 1882 la giunta del sindaco Giuseppe Astesiano gli intitolò una via di Alba, prima chiamata via delle Ghiacciaie, che va da via Vittorio Emanuele a via Pertinace. Ad Alba è ricordato anche da una lastra in marmo nell'atrio del Liceo Ginnasio Govone, scritta da Lorenzo Valerio
- Il 23 settembre 1900 gli venne eretto un busto in bronzo nella piazza centrale del suo paese natale Gottasecca; l'opera fu realizzata dallo scultore conte Annibale Galateri di Savigliano presso la fonderia di Emilio Sperati a Torino, e l'epigrafe sul basamento in marmo, scritta dal senatore Tancredi Galimberti, definisce Amedeo Ravina «il Tirteo del Piemonte». Nello stesso comune è stata intitolata al suo nome la via in cui ha sede il Municipio.